# Easy Money : Le Dernier Souffle
Série
Easy Money : La Cité des égarés
(2012)
Pour plus de détails, voir Fiche technique et Distribution.
Easy Money : Le Dernier Souffle (Snabba Cash 3) est un film de gangsters suédois réalisé par Jens Jonsson,. et sorti en 2013. Adapté du roman Stockholm noir, Life Deluxe  de Jens Lapidus, il fait suite à Easy Money sorti en 2012.

## Synopsis
JW vit en exil, déterminé à découvrir ce qui est arrivé à sa sœur disparue, Camila. Jorge va faire une dernière tentative. En chemin, il rencontre Nadia, une femme de son passé. Pendant ce temps, la mafia serbe de Radovan Krajnic est infiltrée par Martin Hagerstrom, stagiaire de la police.

## Fiche technique
- Titre : Easy Money : Le Dernier Souffle
- Titre original : Snabba Cash 3
- Réalisation :  Jens Jonsson
- Scénario : Jens Jonsson et Maria Karlsson d'après Stockholm noir, Life Deluxe de Jens Lapidus
- Photographie : Askild Vik Edvardsen
- Musique : Jon Ekstrand
- Production : Fredrik Wikström
- Société(s) de production : Film i Väst et Tre Vänner Produktion
- Société(s) de distribution :  Nordisk Film
- Pays d’origine :  Suède
- Langues : suédois, espagnol et anglais
- Genre : Drame, action, film de gangsters et thriller
- Durée : 127 minutes
- Dates de sortie :
- Suède : 30 août 2013[4]

## Distribution
- Matias Varela : Jorge Salinas Barrio[1],[5]
- Joel Kinnaman : Johan "JW" Westlund
- Dejan Cukic : Radovan Krajnic
- Martin Wallström : Martin Hägerström
- Malin Buska : Natalie Krajnic
- Madeleine Martin : Nadja
- Cedomir Djordjevic : Stefanovic
- Željko Santrač : Volk
- Maja Christenson Kin : Camilla Westlund
- Gerhard Hoberstorfer : Torsfjäll
- Hugo Ruiz : Sergio
- Sasa Petrovic : Dragan
- Pablo Leiva Wenger : Pablo
- Ida Jonsson : Anna/Candy
- Claudio Oyarzo : Ramon
- Aliette Opheim : Lollo
- Kalled Mustonen : David
- Vuksan Rovcanin : Milorad